# Ronde van Italië 2020/Vierde etappe
De vierde etappe van de Ronde van Italië 2020 werd verreden op 6 oktober tussen Catania en Villafranca Tirrena. 
| Catania – Villafranca Tirrena (140,0 km) |                  |                        |          |
| Plaats                                   | Naam             | Ploeg                  | Tijd     |
| 1                                        | Arnaud Démare    | Groupama-FDJ           | 3u22'13" |
| 2                                        | Peter Sagan      | BORA-hansgrohe         | z.t.     |
| 3                                        | Davide Ballerini | Deceuninck–Quick-Step  | z.t.     |
| 4                                        | Andrea Vendrame  | AG2R La Mondiale       | z.t.     |
| 5                                        | Elia Viviani     | Cofidis                | z.t.     |
| 6                                        | Stefano Oldani   | Lotto Soudal           | z.t.     |
| 7                                        | Davide Cimolai   | Israel Start-Up Nation | z.t.     |
| 8                                        | Michael Matthews | Team Sunweb            | z.t.     |
| 9                                        | Filippo Fiorelli | Bardiani-CSF-Faizanè   | z.t.     |
| 10                                       | Enrico Battaglin | Bahrain McLaren        | z.t.     |
|                                          |                  |                        |          |
| 24                                       | Wilco Kelderman  | Team Sunweb            | z.t.     |
| 35                                       | Harm Vanhoucke   | Lotto Soudal           | z.t.     |

| Algemeen klassement |                    |                       |           |
| Plaats              | Naam               | Ploeg                 | Tijd      |
| Roze trui           | João Almeida       | Deceuninck–Quick-Step | 11u06'36" |
| 2                   | Jonathan Caicedo   | EF Education First    | + 2"      |
| 3                   | Peio Bilbao        | Bahrain McLaren       | + 39"     |
| 4                   | Wilco Kelderman    | Team Sunweb           | + 44"     |
| 5                   | Harm Vanhoucke     | Lotto Soudal          | + 55"     |
| 6                   | Vincenzo Nibali    | Trek-Segafredo        | + 57"     |
| 7                   | Domenico Pozzovivo | NTT Pro Cycling       | + 1'01"   |
| 8                   | Brandon McNulty    | UAE Team Emirates     | + 1'13"   |
| 9                   | Jakob Fuglsang     | Astana Pro Team       | + 1'15"   |
| 10                  | Steven Kruijswijk  | Team Jumbo-Visma      | + 1'17"   |

## Opgaves
- Geraint Thomas (Team INEOS Grenadiers): niet gestart wegens een bekkenbreuk
- Luca Wackermann (Vini Zabù-KTM): niet gefinisht door een val die werd door veroorzaakt door een laagvliegende helikopter.

1e etappe ·
2e etappe ·
3e etappe ·
4e etappe ·
5e etappe ·
6e etappe ·
7e etappe ·
8e etappe ·
9e etappe ·
10e etappe ·
11e etappe ·
12e etappe ·
13e etappe ·
14e etappe ·
15e etappe ·
16e etappe ·
17e etappe ·
18e etappe ·
19e etappe ·
20e etappe ·
21e etappe
Startlijst · Eindstanden · Afbeeldingen